# Zoran Švonja
Zoran Švonja (Kirin Serbia: Зоран Швоња; sinh 4 tháng 10 năm 1995) là một tiền vệ bóng đá Serbia thi đấu cho Bačka Bačka Palanka. Anh là em trai của Goran Švonja.